# Apollonia (Calcidica)
Apollonia (in greco antico: Ἀπολλωνία?, Apollonía) era l'antica capitale della Calcidica, situata a nord di Olinto e a sud delle Montagne Calcidiche. Grazie a Senofonte, il quale afferma che questa Apollonia distava 10 o 12 miglia da Olinto, si sa che questa Apollonia è un luogo differente dall'Apollonia situata nell'antica regione della Migdonia.
Demostene sostiene che Apollonia sia stata tra le città greche distrutte da Filippo II di Macedonia, probabilmente durante la sua guerra contro la lega calcidica nel 348 a.C., quando distrusse anche Olinto.